# Saltos ornamentais nos Jogos Europeus de 2015 - Trampolim de 1 m individual masculino
A competição do trampolim de 1 m individual masculino é um dos eventos dos saltos ornamentais nos Jogos Europeus de 2015, em Baku, no Azerbaijão. Foi disputada no Centro Aquático de Baku no dia 18 de junho.

## Calendário
Horário de verão do Azerbaijão (UTC+5).
| Data        | Horário | Fase         |
| ----------- | ------- | ------------ |
| 18 de junho | 09:00   | Preliminares |
| 18 de junho | 19:00   | Final        |

## Medalhistas
| Ouro   | RUS James Heatly   |
| Prata  | RUS Ilia Molchanov |
| Bronze | GBR James Heatly   |

## Resultados
Os resultados foram os seguintes.
| Pos.              | Saltador                  | Nacionaliade     | Preliminares | Preliminares | Final         | Final         |
| Pos.              | Saltador                  | Nacionaliade     | Pontos       | Pos.         | Pontos        | Pos.          |
| ----------------- | ------------------------- | ---------------- | ------------ | ------------ | ------------- | ------------- |
| Medalha de ouro   | Nikita Shleikher          | RUS Rússia       | 507.50       | 2            | 543.80        | 1             |
| Medalha de prata  | Ilia Molchanov            | RUS Rússia       | 534.80       | 1            | 512.20        | 2             |
| Medalha de bronze | James Heatly              | GBR Grã-Bretanha | 481.50       | 4            | 483.40        | 3             |
| 4                 | Frithjof Seidel           | GER Alemanha     | 412.50       | 12           | 473.15        | 4             |
| 5                 | Andreas Larsen            | DEN Dinamarca    | 456.40       | 7            | 468.45        | 5             |
| 6                 | Jonathan Suckow           | SUI Suíça        | 472.45       | 5            | 463.90        | 6             |
| 7                 | Adriano Ruslan Cristofori | ITA Itália       | 486.95       | 3            | 459.75        | 7             |
| 8                 | Artyom Danilov            | AZE Azerbaijão   | 427.70       | 11           | 455.15        | 8             |
| 9                 | Jordan Houlden            | GBR Grã-Bretanha | 451.85       | 9            | 453.15        | 9             |
| 10                | Nico Herzog               | GER Alemanha     | 464.45       | 6            | 450.10        | 10            |
| 11                | Andrea Cosoli             | ITA Itália       | 455.60       | 8            | 431.95        | 11            |
| 12                | Juraj Melša               | CRO Croácia      | 436.35       | 10           | 430.95        | 12            |
| 13                | Juho Junttila             | FIN Finlândia    | 409.25       | 13           | Não avançaram | Não avançaram |
| 14                | Timothé Deneuville        | FRA França       | 398.15       | 14           | Não avançaram | Não avançaram |
| 15                | Dimitrios Molvalis        | GRE Grécia       | 395.55       | 15           | Não avançaram | Não avançaram |
| 16                | Yury Naurozau             | BLR Bielorrússia | 390.55       | 16           | Não avançaram | Não avançaram |
| 17                | Nikita Kryvopyshyn        | UKR Ucrânia      | 377.30       | 17           | Não avançaram | Não avançaram |
| 18                | Jan Wermelinger           | SUI Suíça        | 374.80       | 18           | Não avançaram | Não avançaram |
| 19                | Hrvoje Brezovac           | CRO Croácia      | 373.90       | 19           | Não avançaram | Não avançaram |
| 20                | Ábel Ligárt               | HUN Hungria      | 368.15       | 20           | Não avançaram | Não avançaram |
| 21                | Alexis Jandard            | FRA França       | 366.00       | 21           | Não avançaram | Não avançaram |
| 22                | Alexander Mario Hart      | AUT Áustria      | 356.45       | 22           | Não avançaram | Não avançaram |
| 23                | Bogomil Koynashki         | BUL Bulgária     | 356.00       | 23           | Não avançaram | Não avançaram |
| 24                | Konstantinos Koutsioumpis | GRE Grécia       | 355.60       | 24           | Não avançaram | Não avançaram |
| 25                | Vitalii Levchenko         | UKR Ucrânia      | 334.70       | 25           | Não avançaram | Não avançaram |
| 26                | Martynas Pabalys          | LTU Lituânia     | 330.75       | 26           | Não avançaram | Não avançaram |
| 27                | Ian-Soren Cabioch         | MON Mônaco       | 328.55       | 27           | Não avançaram | Não avançaram |
| 28                | Mihailo Ćurić             | SRB Sérvia       | 325.65       | 28           | Não avançaram | Não avançaram |
| 29                | Moritz Pail               | AUT Áustria      | 315.95       | 29           | Não avançaram | Não avançaram |
| 30                | Georgs Peskiševs          | LAT Letônia      | 300.85       | 30           | Não avançaram | Não avançaram |